# دين براون (سياسي)
دين براون (بالإنجليزية: Dean Craig Brown)‏ هو باحث ومسير أعمال وسياسي أسترالي، ولد في 5 أبريل 1943 في أديلايد في أستراليا. حزبياً، نشط في حزب أستراليا الليبرالي (فرع جنوب أستراليا) ‏.

## مناصب
- انتخب Leader of the South Australian Division of the Liberal Party of Australia ‏ (1992 – 1996).
- انتخب Minister for Human Services ‏ (20 أكتوبر 1997 – 5 مارس 2002).
- انتخب وزير شؤون السكان الأصليين (12 ديسمبر 1996 – 20 أكتوبر 1997).
- انتخب زعيم المعارضة [الإنجليزية]‏ (11 مايو 1992 – 14 ديسمبر 1993).
- انتخب Commissioner of Public Works (South Australia) [الإنجليزية]‏ (18 سبتمبر 1979 – 10 نوفمبر 1982).
- انتخب عضو مجلس النواب جنوب أستراليا من الجمعية عن دائرة Electoral district of Alexandra [الإنجليزية]‏ وقد انضم خلال فترته النيابية (9 مايو 1992 – 10 ديسمبر 1993)  للكتلة البرلمانية حزب أستراليا الليبرالي (فرع جنوب أستراليا) [الإنجليزية]‏.
- انتخب عضو مجلس النواب جنوب أستراليا من الجمعية عن دائرة Electoral district of Davenport [الإنجليزية]‏ وقد انضم خلال فترته النيابية (10 مارس 1973 – 7 ديسمبر 1985)  للكتلة البرلمانية حزب أستراليا الليبرالي (فرع جنوب أستراليا) [الإنجليزية]‏.
- في 2002 South Australian state election [الإنجليزية]‏، انتخب عضو مجلس النواب جنوب أستراليا من الجمعية عن دائرة Electoral district of Finniss [الإنجليزية]‏ وقد انضم خلال فترته النيابية ‏ (11 أكتوبر 1993 – 17 مارس 2006)  للكتلة البرلمانية حزب أستراليا الليبرالي (فرع جنوب أستراليا) [الإنجليزية]‏.
- انتخب رئيس وزراء جنوب أستراليا ‏ (14 ديسمبر 1993 – 28 نوفمبر 1996).
- انتخب Deputy Premier of South Australia [الإنجليزية]‏ (22 أكتوبر 2001 – 5 مارس 2002).